# Boletina falcata
Boletina falcata är en tvåvingeart som beskrevs av Polevoi och Hedmark 2004. Boletina falcata ingår i släktet Boletina och familjen svampmyggor.
Artens utbredningsområde är Finland. Arten är reproducerande i Sverige. Inga underarter finns listade i Catalogue of Life.